# Sociedad Rumana de Radiodifusión
Societatea Română de Radiodifuziune (SRR, en español: «Sociedad Rumana de Radiodifusión»), cuyo nombre comercial es Radio România, es la empresa pública de radio de Rumania. Actualmente gestiona cinco emisoras de cobertura nacional, dos radios internacionales (Radio Rumania Internacional), una red de emisoras regionales y la cadena Radio Chișinău en Moldavia, así como la agencia de noticias RADOR.
Todas las emisoras están disponibles en onda media, frecuencia modulada, satélite, DAB e internet. Los canales internacionales pueden sintonizarse también en onda corta.
SRR es una empresa independiente de la televisión pública (Sociedad Rumana de Televisión, TVR). Ambas son miembros de la Unión Europea de Radiodifusión desde 1993.

## Historia

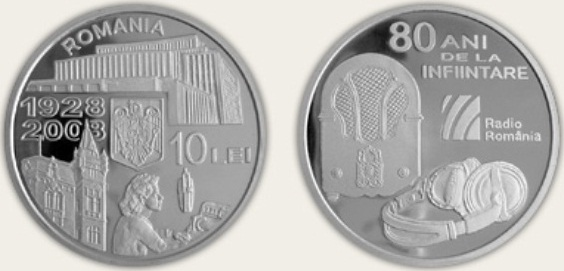
Moneda conmemorativa del 80.º aniversario de la radio en Rumanía (2008).

La actual Sociedad Rumana de Radiodifusión (SRR) fue constituida legalmente en diciembre de 1927 como la empresa estatal «Sociedad de Difusión Radiotelefónica de Rumanía», con ayuda tanto de los radioaficionados locales como de algunas compañías extranjeras. En abril de 1928, la compañía Marconi Wireless Telegraph de Londres instaló un emisor de onda corta con 12 kilovatios de potencia, suficientes para cubrir Bucarest. Finalmente, el 1 de noviembre de 1928 comenzaron las emisiones regulares con una alocución de Dragomir Hurmuzescu, primer presidente de la SRR y pionero de la radio rumana: «Alo, alo, aici Radio Bucureşti» («Hola, hola, aquí Radio Bucarest»). La empresa adoptó la denominación «Sociedad Rumana de Radiodifusión» en 1936.
El 8 de octubre de 1939 se puso en marcha el servicio regional «Radio Basarabia» para la región de Besarabia (actual Moldavia), con programación en rumano y ruso. Hoy esa emisora es parte de Radio Moldova.
La programación de la SRR se desarrolló con normalidad durante la década de 1930, dando paso a importantes artistas de la cultura rumana como Maria Tănase. Durante la Segunda Guerra Mundial la radio jugó un papel relevante en el ascenso al poder de Ion Antonescu y después en el Golpe de Estado de 1944, cuando el rey Miguel I anunció por radio la destitución de Antonescu, la ruptura de relaciones con Alemania y el armisticio con los Aliados. Al día siguiente, el 24 de agosto de 1944, la sede de la SRR fue destruida por los bombarderos de las potencias del Eje.
Al finalizar la guerra, Rumanía se convirtió en un estado socialista y la SRR queda bajo control directo del gobierno a través de una dirección general, al tiempo que se trabaja en consolidar la red de emisoras regionales y se funda en 1952 el segundo canal nacional, România Cultural. En 1956, año en que comienza a emitir la televisión rumana, la empresa pasa a llamarse Radioteleviziunea Română («Radiotelevisión Rumana») y un comité estatal asume la gestión conjunta de la radio y televisión públicas.
Durante el tiempo que Nicolae Ceaușescu presidió Rumanía (1967-1989), la programación de SRR consistía en informativos dedicados al culto a su personalidad y a los valores del sistema socialista, intensificando el control sobre la información. Además, el servicio se vería afectado por la crisis económica del país en la década de 1980; justificándolo como «ahorro energético», el servicio regional fue eliminado y se restringieron los horarios de programación de las tres cadenas nacionales. El 22 de diciembre de 1989, dentro de la revolución rumana de 1989, las Fuerzas Armadas tomaron la sede de la radio en Bucarest y anunciaron el derrocamiento de Ceaușescu.
Con la llegada de la democracia, el gobierno de Rumanía dividió en 1994 la radiotelevisión en dos empresas: radio (Sociedad Rumana de Radiodifusión) y televisión (Sociedad Rumana de Televisión). En lo que respecta a la SRR, en 1996 tomó como referencia el modelo público de Radio France para diseñar sus canales: cinco emisoras nacionales temáticas y el relanzamiento de la red de radios regionales.

## Servicios

### Nacional
- Radio România Actualităţi: especializada en información y actualidad, es la emisora principal de la SRR. Fue fundada en 1928. Disponible en AM y FM.
- Radio România Cultural: radio dedicada a la cultura, música y acontecimientos especiales. Creada en 1952.
- Radio 3Net: emisora musical dirigida al público joven y creada en 1963. Durante años estuvo dirigida por el músico Florian Pittiș.
- Radio România Muzical: emisora de música rumana e internacional, fundada en 1997. Su cobertura está limitada a Bucarest y las grandes ciudades.
- Radio Antena Satelor: radio dedicada a la comunidad rural. Comenzó sus emisiones en 1991 pero no tuvo cobertura nacional hasta 2006.

### Regional
A través de la marca Radio România Regional, la SRR gestiona una red de ocho emisoras locales que pueden sintonizarse en frecuencia modulada.
- Bucureşti FM (Bucarest)
- Radio Cluj (Cluj-Napoca)
- Radio Constanța (Constanza)
- Radio Craiova (Craiova, Valaquia)
- Radio Iași (Iași)
- Radio Reșița (Reșița, Banato)
- Radio Targu Mureș (Târgu Mureș y Brașov, Transilvania)
- Radio Timișoara (Timișoara)

### Moldavia
La SRR cuenta desde 2011 con la emisora Radio Chișinău, dirigida a la población de habla rumana en Moldavia. Esta emisora tiene sus orígenes en la extinta «Radio Basarabia» de 1939, que al año siguiente fue destruida por las tropas soviéticas en virtud de la ocupación soviética de Besarabia. Cuando Moldavia se independizó de la Unión Soviética en 1991, la mayoría de ciudadanos moldavos votaron por mantener la independencia en vez de reunificarse con Rumanía. 
Aunque hoy Moldavia cuenta con su propia radiodifusora pública (Teleradio Moldova), el servicio de la SRR está impulsado por el Departamento de Políticas para la Relación con los Rumanos, dependiente del Ministerio de Asuntos Exteriores.

### Internacional
Radio Rumania Internacional (anteriormente, «Radio Bucarest») es un medio de radiodifusión público, dependiente de la Sociedad Rumana de Radiodifusión, que comenzó sus emisiones en 1933 y actualmente cuenta con dos emisoras:
- RRI 1: programación para la comunidad rumana residente en el extranjero
- RRI 2: difusión de la cultura y actualidad rumana en los siguientes idiomas: inglés, francés, arrumano, español, alemán, italiano, serbio, ruso, ucraniano, chino y árabe.